# انتخابات ریاست‌جمهوری ایالات متحده آمریکا (۲۰۱۶)
پنجاه و هشتمین انتخابات ریاست جمهوری ایالات متحده آمریکا براساس قانون اساسی روز سه‌شنبه ۸ نوامبر ۲۰۱۶ برگزار شد. رأی‌دهندگان مجمع گزینندگان ریاست جمهوری را برگزیدند که آنها نیز به نوبهٔ خود یک رئیس‌جمهور و معاون رئیس‌جمهور جدید را برگزیدند. محدودیت دوره‌های ریاست‌جمهوری که در پس تصویب متمم بیست و دوم قانون اساسی ایالات متحده آمریکا قرار داده شده باعث شد رئیس‌جمهور وقت باراک اوباما از حزب دموکرات از گزینش دوباره برای دوره سوم باز بماند. در این انتخابات مجمع گزینندگان دونالد ترامپ را به عنوان چهل و پنجمین رئیس‌جمهور و مایک پنس را به عنوان چهل و هشتمین معاون رئیس‌جمهور ایالات متحده آمریکا انتخاب کردند.
رشته انتخابات‌های مقدماتی ریاست‌جمهوری ایالات متحده آمریکا بین ۱ فوریه و ۱۴ ژوئن ۲۰۱۶ در سراسر ایالات و سرزمین‌های آمریکا و نیز واشینگتن، دی.سی. برگزار شد. فرایند گزینش نامزد هر حزب نیز غیرمستقیم است و رأی‌دهندگان در آن به فهرستی از نمایندگانی رأی می‌دهند که به کنوانسیون‌های حزبی هر یک از احزاب گسیل شده و به نوبهٔ خود نامزد نهایی حزب را برمی‌گزینند. کنوانسیون ملی جمهوری‌خواه این دوره در کلیولند، اوهایو، و کنوانسیون ملی دموکرات در فیلادلفیا، پنسیلوانیا، برگزار شدند.
دونالد ترامپ بازرگان و شخصیت برنامه‌های تلویزیونی، در پی پیروزی بر سناتور تد کروز، فرماندار جان کیسیک، سناتور مارکو روبیو و چندین کاندیدای دیگر در رقابت‌های مقدماتی ریاست جمهوری سال ۲۰۱۶ حزب جمهوری‌خواه در ۱۹ ژوئیه ۲۰۱۶ نامزد حزب جمهوری‌خواه شد. وزیر امور خارجه سابق ایالات متحده آمریکا و سناتور سابق نیویورک، هیلاری کلینتون پس از پیروزی بر سناتور ورمانت برنی سندرز در ۲۶ ژوئیه نامزد حزب دموکرات شد. در این انتخابات برای نخستین بار یک زن نامزدی یکی از احزاب اصلی را به دست آورده است. این انتخابات همچنین نخستین انتخابات از سال ۱۹۴۴ است که هر دو نامزد از یک ایالت هستند. احزاب سوم و نامزدهای ریاست جمهوری مستقل دیگری نیز در این انتخابات شرکت می‌کنند که از آنها دو نفر دسترسی کافی به برگه رأی یافته‌اند و در نظرسنجی‌های اصلی ملی نام برده می‌شوند: نامزد حزب لیبرترین، فرماندار سابق نیومکزیکو گری جانسن و نامزد حزب سبز جیل استاین. جانسن و استاین در انتخابات ریاست‌جمهوری ایالات متحده آمریکا سال ۲۰۱۲ هم نامزد حزبشان بودند.
در ساعت ۳ صبح به وقت استاندارد شرق آمریکا در روز ۹ نوامبر ۲۰۱۶، دونالد ترامپ با کسب بیش از ۲۷۰ رأی از مجمع گزینندگان، بیشینهٔ ۵۳۸ گزینندهٔ این مجمع (بیش از ۲۷۰ رأی) را به دست آورد که کافی بود او را رئیس‌جمهور منتخب آمریکا کند. بسیاری از نظرسنجی‌ها و افکارسنجان به تندی این انتخابات را به عنوان یکی از جذاب‌ترین انتخابات در دوران معاصر، و یکی از بزرگ‌ترین نتایج خلاف انتظار در تاریخ خواندند. ترامپ با ۷۰ سال سن، پیرترین کسی شد که تاکنون در دور اول به ریاست جمهوری رسیده، و از رونالد ریگان که هنگام پیروزی در انتخابات ۱۹۸۰، ۶۹ ساله بود نیز پیرتر است. ترامپ پس از ون بیورن، میلرد فیملمور، تیودور روزولت و فرنکلین دی روزولت پنجمین رئیس‌جمهور آمریکا شد که در ایالت نیویورک به دنیا آمده است. ترامپ همچنین پس از جیمز پلک در سال ۱۸۴۴ و ریچارد نیکسون در سال ۱۹۶۸ سومین رئیس‌جمهوری شد که ایالت خانگی خود را باخته است.

## نقشه انتخاباتی

نقشه انتخاباتی انتخابات ۲۰۱۲، ۲۰۱۶ و ۲۰۲۰ بر اساس سرشماری ۲۰۱۰ نشان‌دهنده تعداد رأی‌های مجمع گزینندگان تخصیص داده‌شده به هر ایالت یا ناحیه فدرال است.

## جمهوری‌خواه

انتخابات مقدماتی جمهوری‌خواهان: نامزدهای جمهوری‌خواه بر اساس تعداد دلگیت.

انتخابات مقدماتی جمهوری‌خواهان: نامزدهای جمهوری‌خواه بر اساس میزان رأی مردمی.

سناتور ایالات متحده تد کروز از تگزاس نخستین نامزد اصلی‌ای بود که حضور خود در انتخابات ۲۰۱۶ را در تاریخ ۲۳ مارس ۲۰۱۵ اعلام کرد. سناتور کنتاکی، رند پال دومین نامزدی بود که در ۷ آوریل ۲۰۱۵ نامزدی خود را اعلام کرد. مارکو روبیو، سناتور فلوریدا، نامزد بعدی بود که در ۱۳ آوریل اعلام نامزدی کرد. کارلی فیورینا نامزدی خود را در ۴ مه ۲۰۱۵ اعلام کرد. مایک هاکبی، نامزد انتخابات سال ۲۰۰۸ و فرماندار سابق آرکانزاس، نامزدی خود را یک روز بعد اعلام کرد. سناتور سابق پنسیلوانیا و نامزد انتخابات ۲۰۱۲، ریک سنتوروم، مبارزه خود را در ۲۷ مه اعلام کرد. جرج پتکی، از فرمانداران سابق ایالت نیویورک نامزد بعدی بود که در ۲۸ مه، ۲۰۱۵ وارد رقابت‌ها شد. لیندسی گراهام، سناتور کارولینای جنوبی، در ۱ ژوئن اعلام نامزدی کرد. فرماندار سابق تگزاس، ریک پری، که در سال ۲۰۱۲ هم نامزد شده بود، در ۴ ژوئن اعلام کرد دوباره رقابت خواهد کرد. فرماندار سابق فلوریدا، جب بوش، در ۱۵ ژوئن به رقابت‌ها وارد شد. دونالد ترامپ، ساختمان ساز و مجری سابق ریلتی شوهای تلویزیونی در ۱۶ ژوئن اعلام نامزدی کرد. بابی جیندال، فرماندار وقت لوئیزیانا، در ۲۴ ژوئن اعلام نامزدی کرد. کریس کریستی فرماندار نیو جرسی در ۳۰ ژوئن اعلام نامزدی کرد. فرماندار ویسکانسین اسکات واکر در ۱۳ ژوئیه اعلام نامزدی کرد. فرماندار اوهایو جان کیسک در ۲۱ ژوئیه اعلام نامزدی کرد. فرماندار سابق ویرجینیا جیم گیلمور آخرین نامزد بود که در ۳۱ ژوئیه اعلام نامزدی کرد. ریک پری، در ۱۱ سپتامبر ۲۰۱۵ از رقابت‌ها کناره گرفت. اسکات واکر در ۲۱ سپتامبر کنار کشید. بابی جیندال در ۱۷ نوامبر نامزدی خود را خاتمه داد. لیندسی گراهام در ۲۱ دسامبر کناره‌گیری کرد. جرج پتکی در ۲۹ دسامبر کناره‌گیری کرد. مایک هاکبی در ۱ فوریه کناره گرفت. ریک سنتوروم و رند پال در ۳ فوریه کناره‌گیری کردند. تد کروز انتخابات انجمن‌های حزبی آیووا را در ۱ فوریه برد و دونالد ترامپ و مارکو روبیو به ترتیب دوم و سوم شدند. ترامپ بقیهٔ رقابت‌های ماه فوریه را برنده شد: نیوهمپشر، کارولینای جنوبی و نوادا. کریس کریستی و کارلی فیورینا پس از ناکامی در کسب آرای بالا در رقابت‌های آیووا و نیوهمپشر در ۱۰ فوریه از رقابت‌ها کناره گرفتند. جیم گیلمور در ۱۲ فوریه کناره گرفت. . جب بوش در ۲۰ فوریه پس از کسب آرای کم در آیووا و نیو همپشر کناره‌گیری کرد. در ۱ مارس، ۱۱ ایالت رقابت‌های خود را در چارچوب «سه‌شنبه بزرگ» برگزار کردند. سناتور کروز اکلاهما، آلاسکا و ایالت خود، تگزاس، را برنده شد. سناتور روبیو نخستین ایالت خود را (مینه سوتا) برنده شد. دونالد ترامپ توانست در آلاباما، آرکانزاس، جورجیا، ماساچوست، تنسی، ویرجینا و ورمانت در جایگاه اول قرار گرفته و تا انتهای آن شب ۲۳۷ دلگت به دست آورد و جایگاه خود را به عنوان پیشتاز کسب نامزدی حزب جمهوریخواه تحکیم ورزد. بن کارسون کمپین خود را در ۴ مارس به تعلیق درآورد و چند روز بعد از ترامپ حمایت کرد. در ۶ مارس، کروز در مین و کانزاس برنده شد و ترامپ در لوئیزیانا و کنتاکی پیروز شد. روبیو پورتوریکو را در ۶ مارس برد. در ۸ مارس ترامپ میشیگان، می‌سی‌سی‌پی و هاوایی و کروز آیداهو را برنده شدند. مارکو روبیو پس از شکست در ایالت خود، فلوریدا در ۱۵ مارس، کمپین خود را به حال تعلیق درآورد. در این روز جان کیسیک در اهایو و ترامپ در ایلینوی، فلوریدا، میزوری، کارولینای شمالی و جزایر ماریانای شمالی پیروز شدند. در ۲۲ مارس کروز در یوتا و ترامپ در آریزونا پیروز شدند.
پس از پیروزی‌های ترامپ در اواخر آوریل و پیروزی او در ایندیانا در ۳ مه ۲۰۱۶، کروز و کیسیک دو نامزد باقی‌مانده شانس خود برای برنده شدن را از دست داده و مبارزات خود را معلق کردند و در نهایت راینس پریبیس رئیس کمیسیون ملی جمهوری‌خواه ترامپ را نامزد فرضی این حزب در انتخابات سرتاسری اعلام کرد.

### نامزد
| گزینه حزب جمهوری‌خواه، ۲۰۱۶                 |                                       |
| دونالد ترامپ                               | مایک پنس                              |
| برای رئیس‌جمهور                             | برای معاون رئیس‌جمهور                  |
|                                            |                                       |
| رئیس هیئت مدیره سازمان ترامپ (۱۹۷۱–تاکنون) | ۵۰مین فرماندار ایندیانا (۲۰۱۳–تاکنون) |
| کمپین ریاست جمهوری دونالد ترامپ، ۲۰۱۶      |                                       |
|                                            |                                       |
| [ ۲۸ ] [ ۲۹ ] [ ۳۰ ]                       |                                       |

### کاندیداهای کنار کشیده

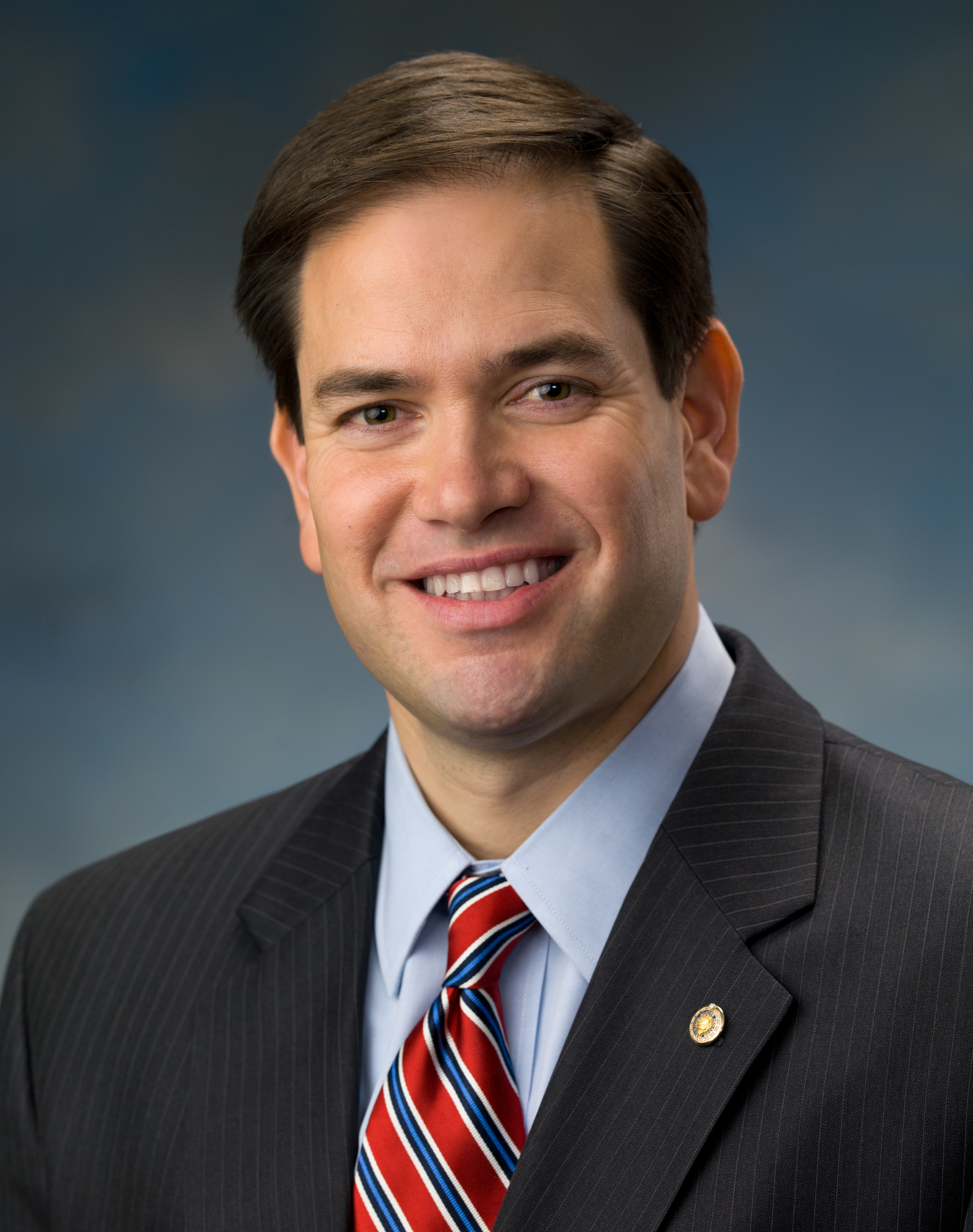
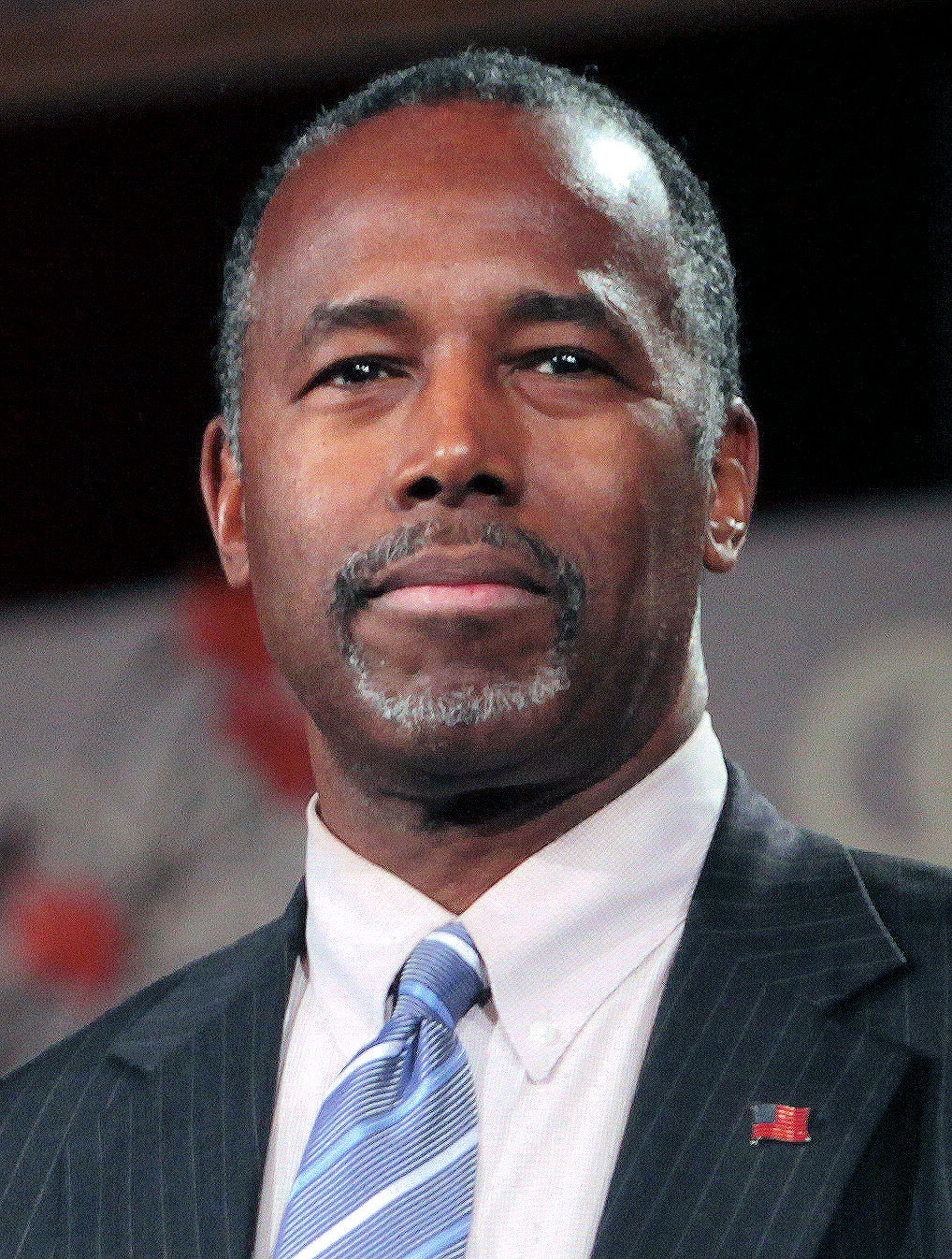
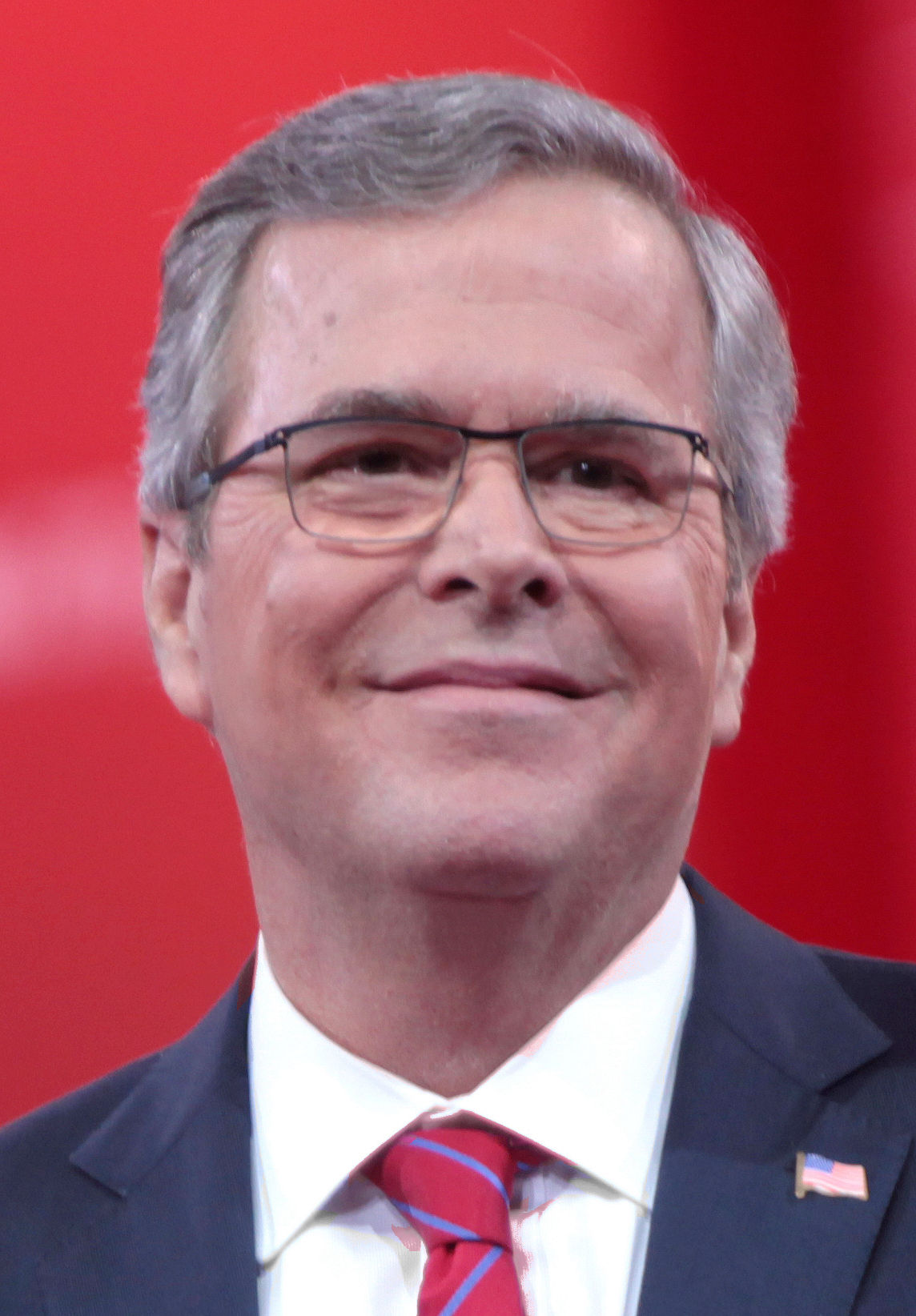
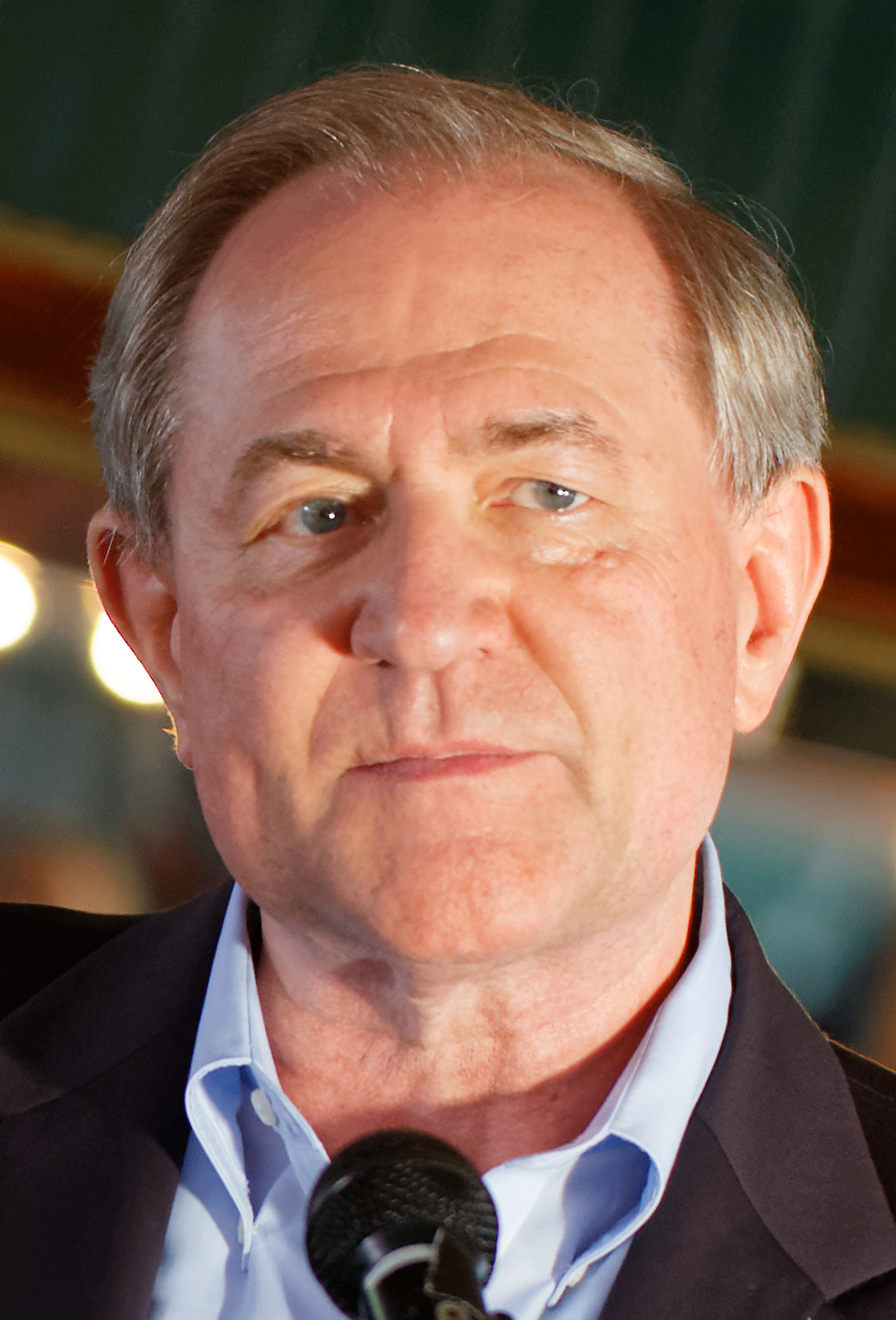
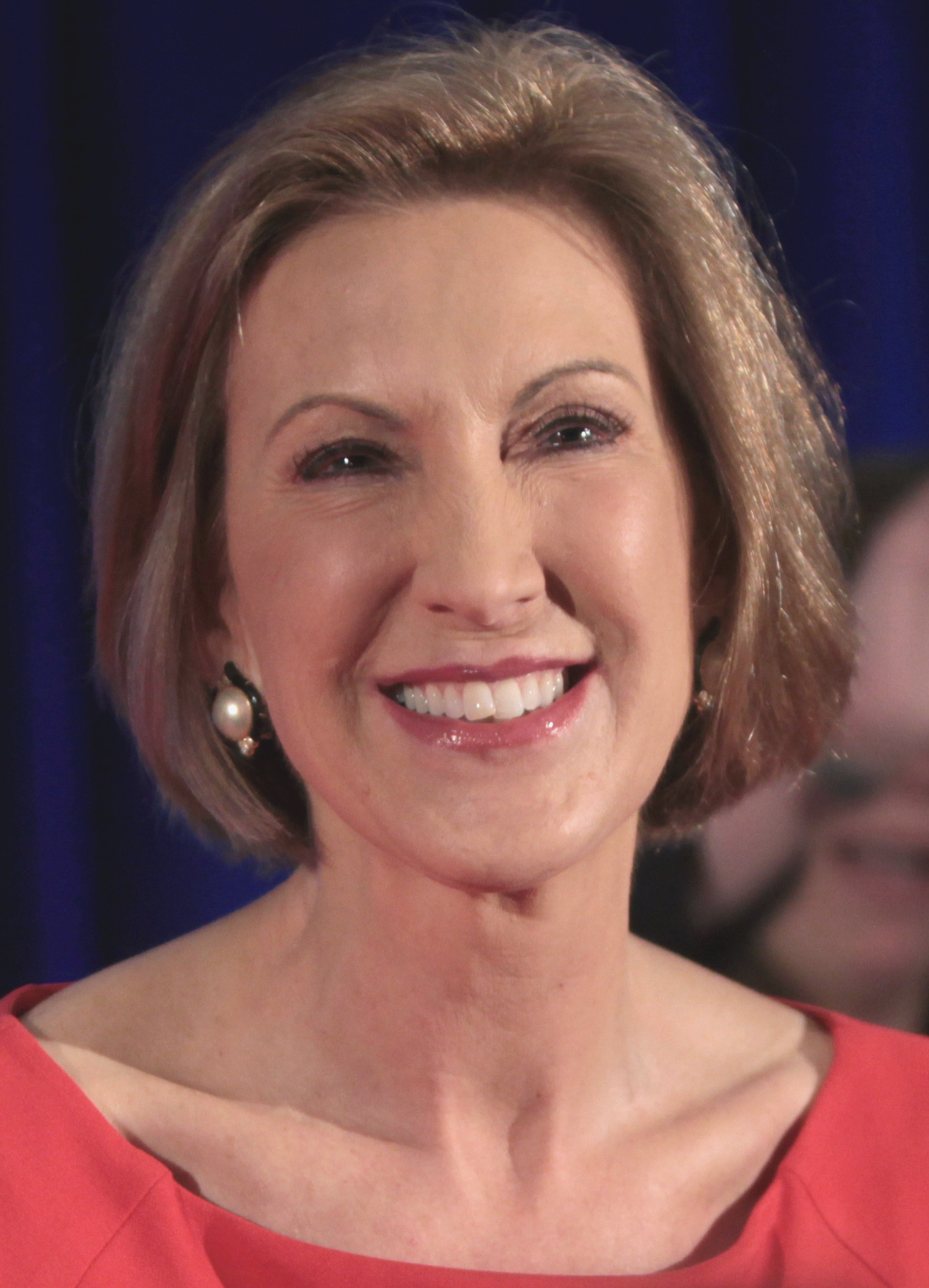
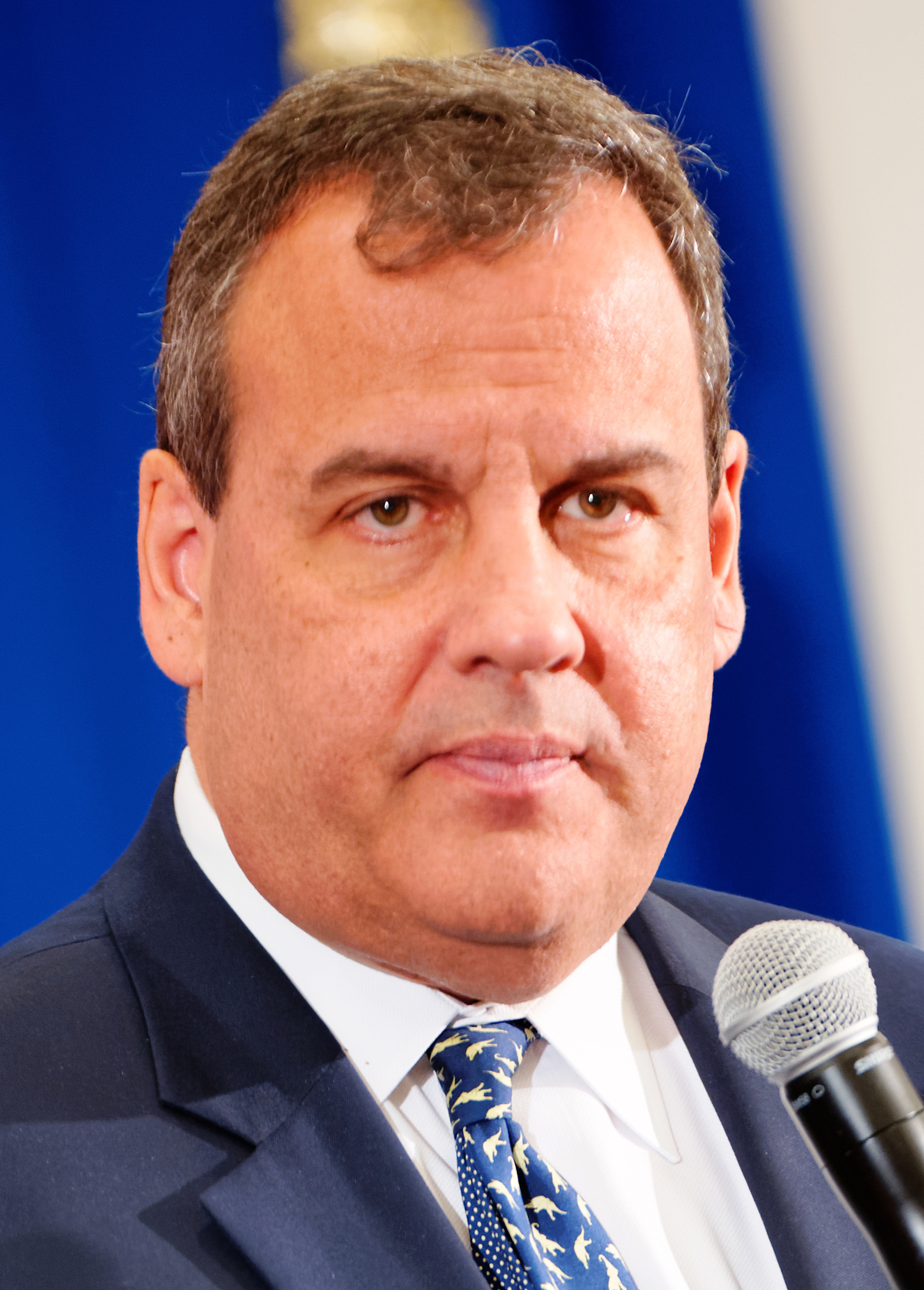
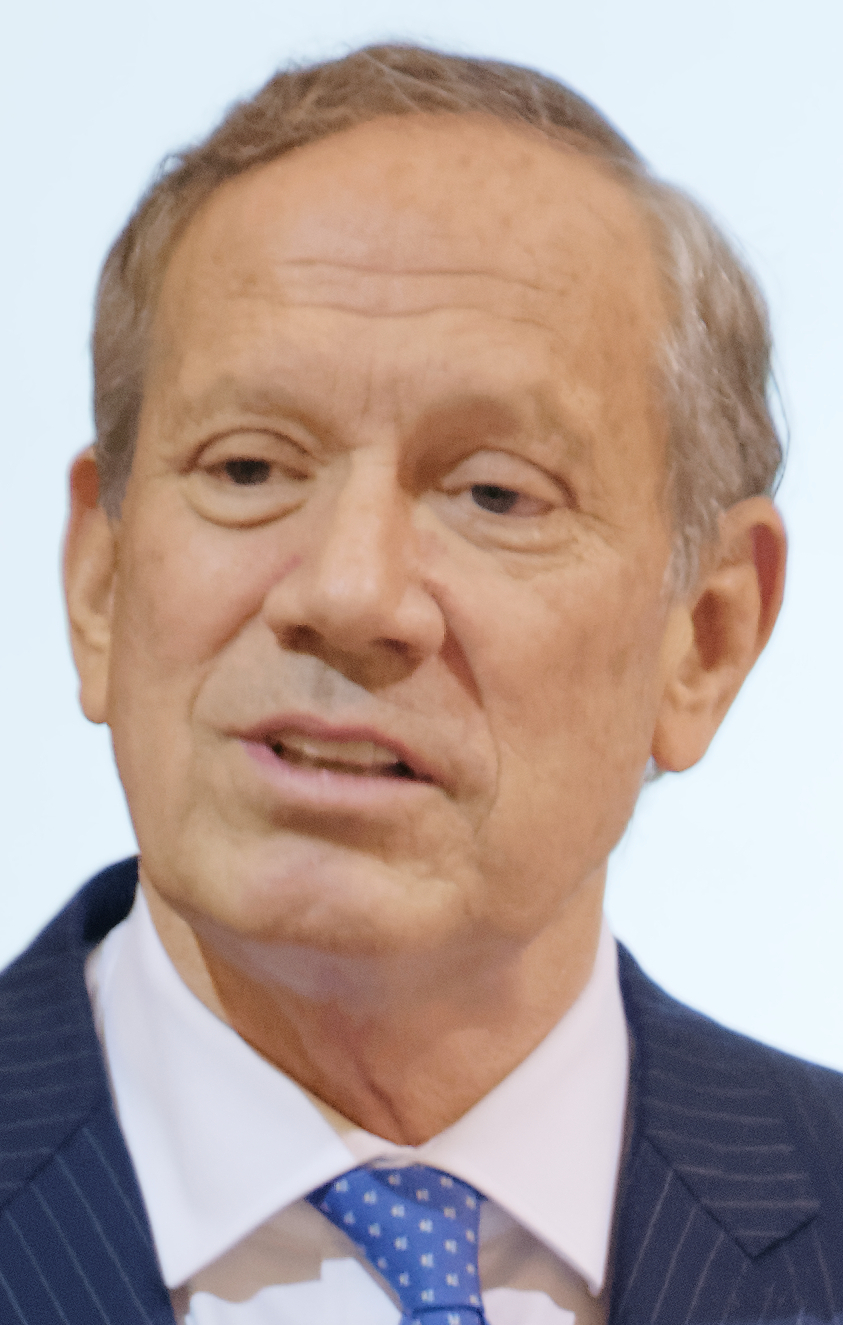
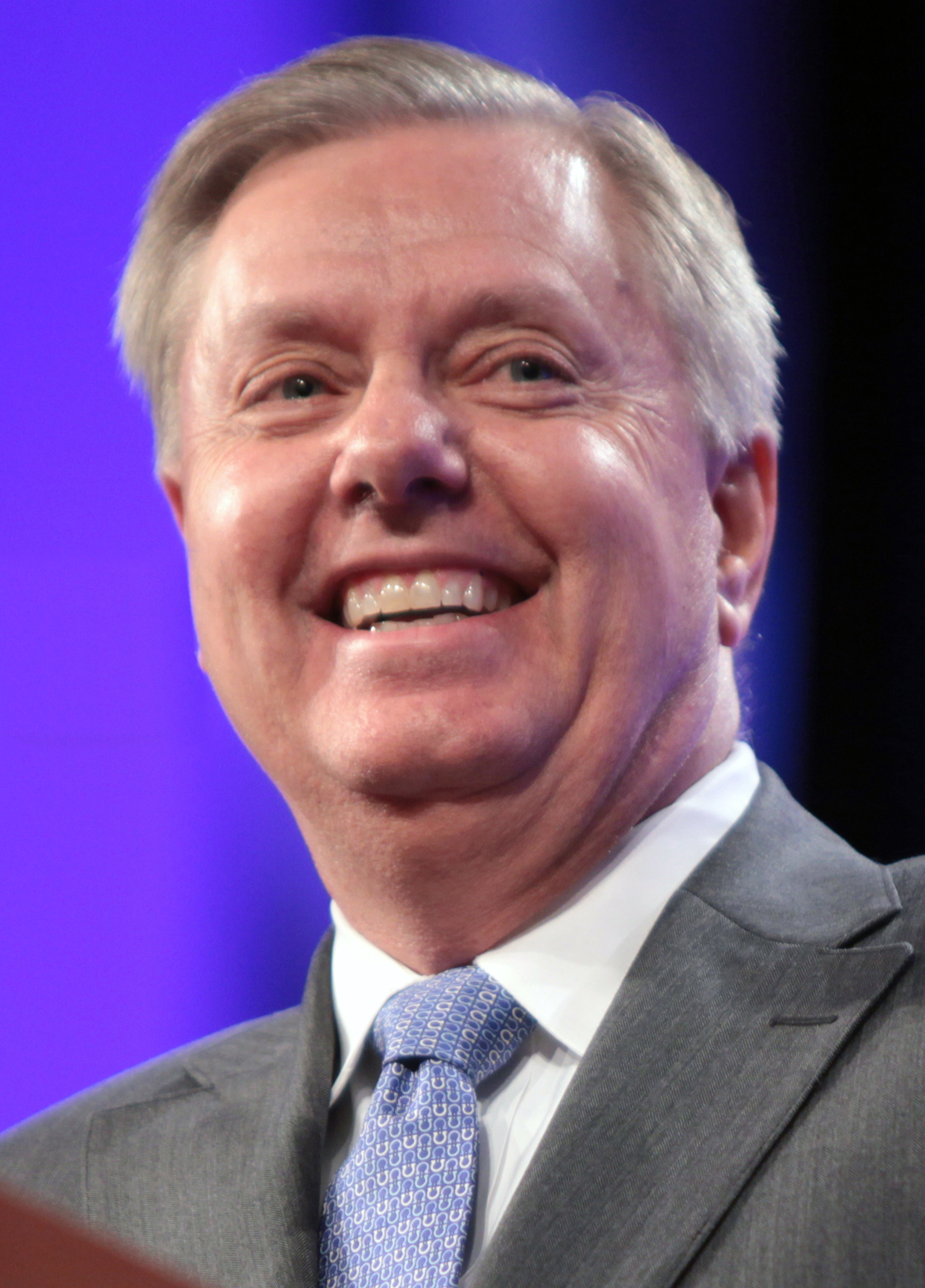
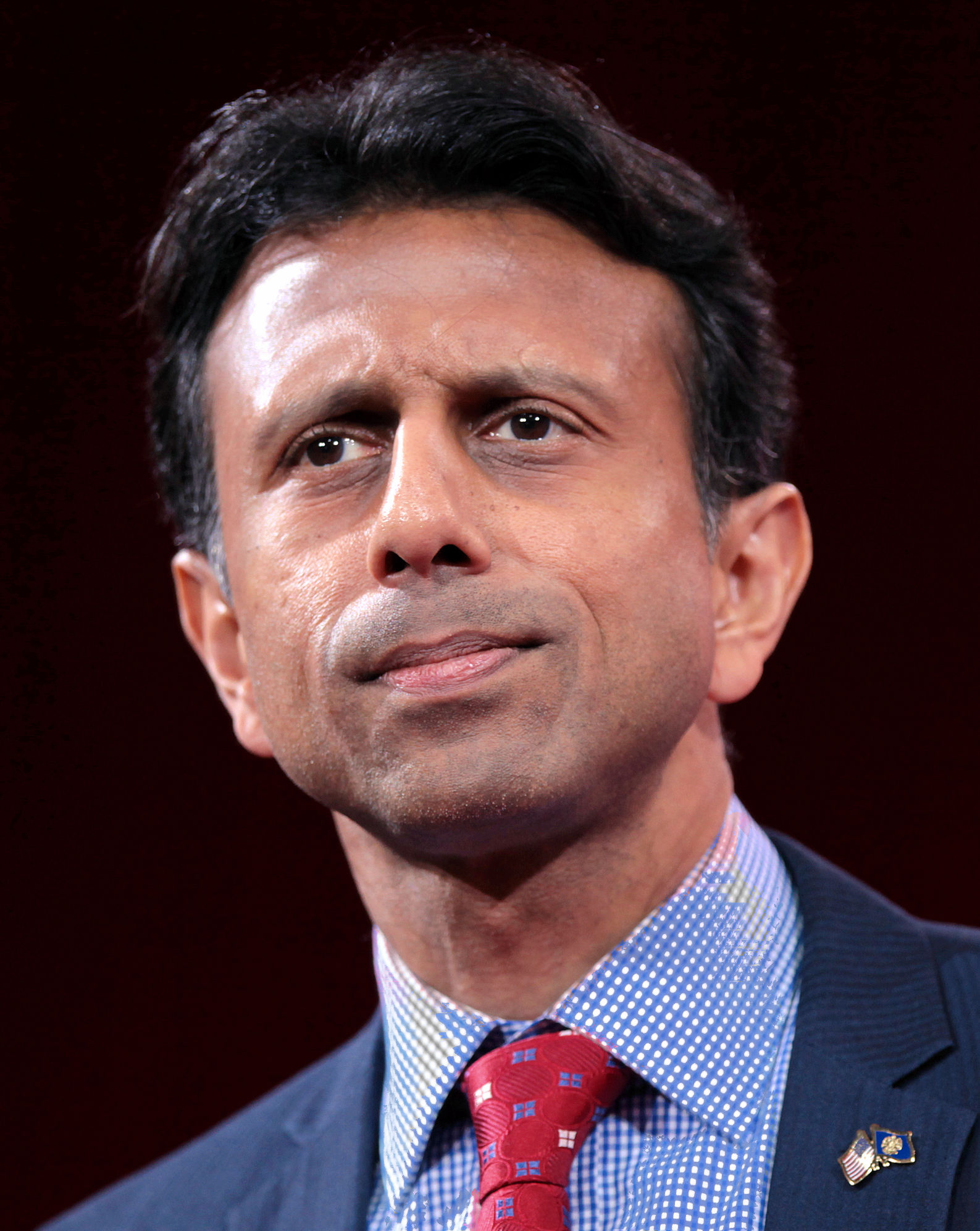
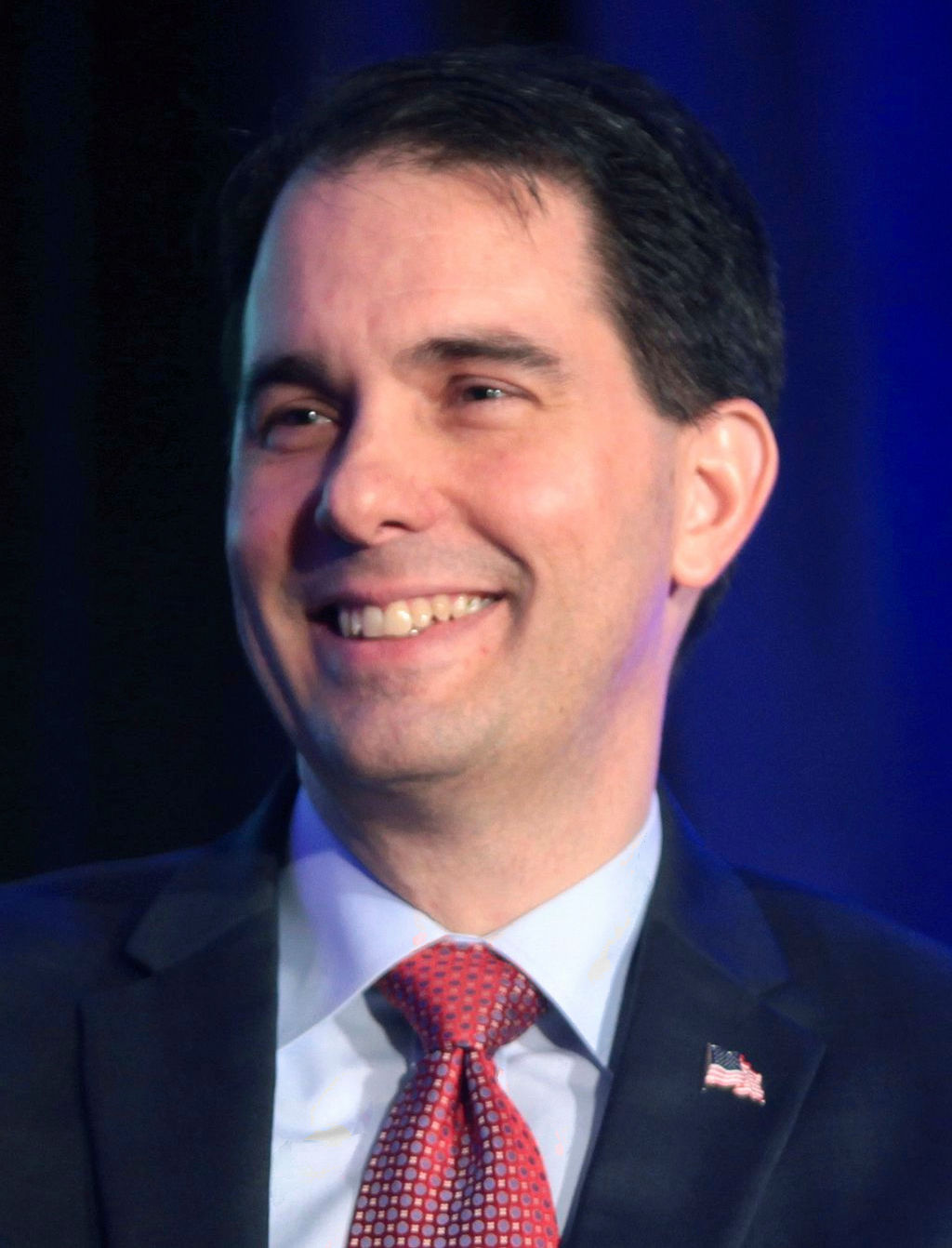
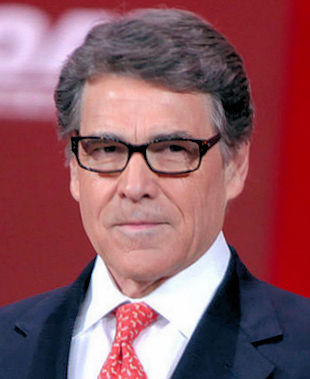

نامزدهای جمهوری‌خواه براساس تعداد دلگیت‌ها: ترامپ با ۱۴۴۱ دلگیت جدی‌ترین رقیبش، تد کروز (با ۵۵۱ دلگیت) را شکست داد و به عنوان نامزد جمهوری‌خواهان برگزیده شد.

- جان کیسیک، فرماندار اهایو
- تد کروز، سناتور ایالات متحده از تگزاس
- مارکو روبیو، سناتور ایالات متحده از فلوریدا
- بن کارسون، رئیس بخش جراحی مغز و اعصاب اطفال، بیمارستان جانز هاپکینز (۱۹۸۴–۲۰۱۳)
- جب بوش، ۴۳مین فرماندار فلوریدا (۱۹۹۹–۲۰۰۷)
- جیم گیلمور، فرماندار سابق ویرجینیا
- کریس کریستی ۵۵ مین فرماندار نیوجرسی۲۰۱۰ تا اکنون[۳۱]
- کارلی فیورینا مدیر اجرایی هیولت پاکرد ۱۹۹۹ تا ۲۰۰۵[۳۱]
- مایک هاکبی، ۴۴مین فرماندار آرکانزاس (۱۹۹۶–۲۰۰۷); ۱۲مین معاون فرماندار آرکانزاس(1993–1996). نامزد ریاست جمهوری در سال ۲۰۰۸. در ۱ فوریه ۲۰۱۶ کمپین خود را به حال تعلیق درآورد.[۳۲][۳۳][۳۴]
- رند پال، سناتور ایالات متحده از کنتاکی (۲۰۱۱-تاکنون). کمپین خود را در ۳ فوریه به حال تعلیق درآورد.[۳۵][۳۶]
- ریک سنتوروم، سناتور سابق ایالات متحده از پنسیلوانیا (۱۹۹۵-;۲۰۰۷); نماینده مجلس ایالات متحده از پنسیلوانیا (1991-1995). نامزد ریاست جمهوری در سال ۲۰۱۲. کمپین خود را در ۳ فوریه به حال تعلیق درآورد و حمایت خود را از مارکو روبیو اعلام کرد.[۳۷][۳۸][۳۹][۴۰]
- ریک پری، فرماندار سابق تگزاس (۲۰۰۰–۲۰۱۵) از کروز حمایت کرد.
- اسکات واکر ۴۵مین فرماندار ویسکانسین (۲۰۱۱–تاکنون)
- بابی جیندال، ۵۵مین فرماندار لوئیزیانا (۲۰۰۸– ۲۰۱۶) از روبیو حمایت کرد.
- لیندسی گراهام، سناتور ایالات متحده از کارولینای جنوبی (2003–تاکنون) از بوش حمایت کرد.
- جرج پتکی، ۵۳مین فرماندار نیویورک (1995–2006)

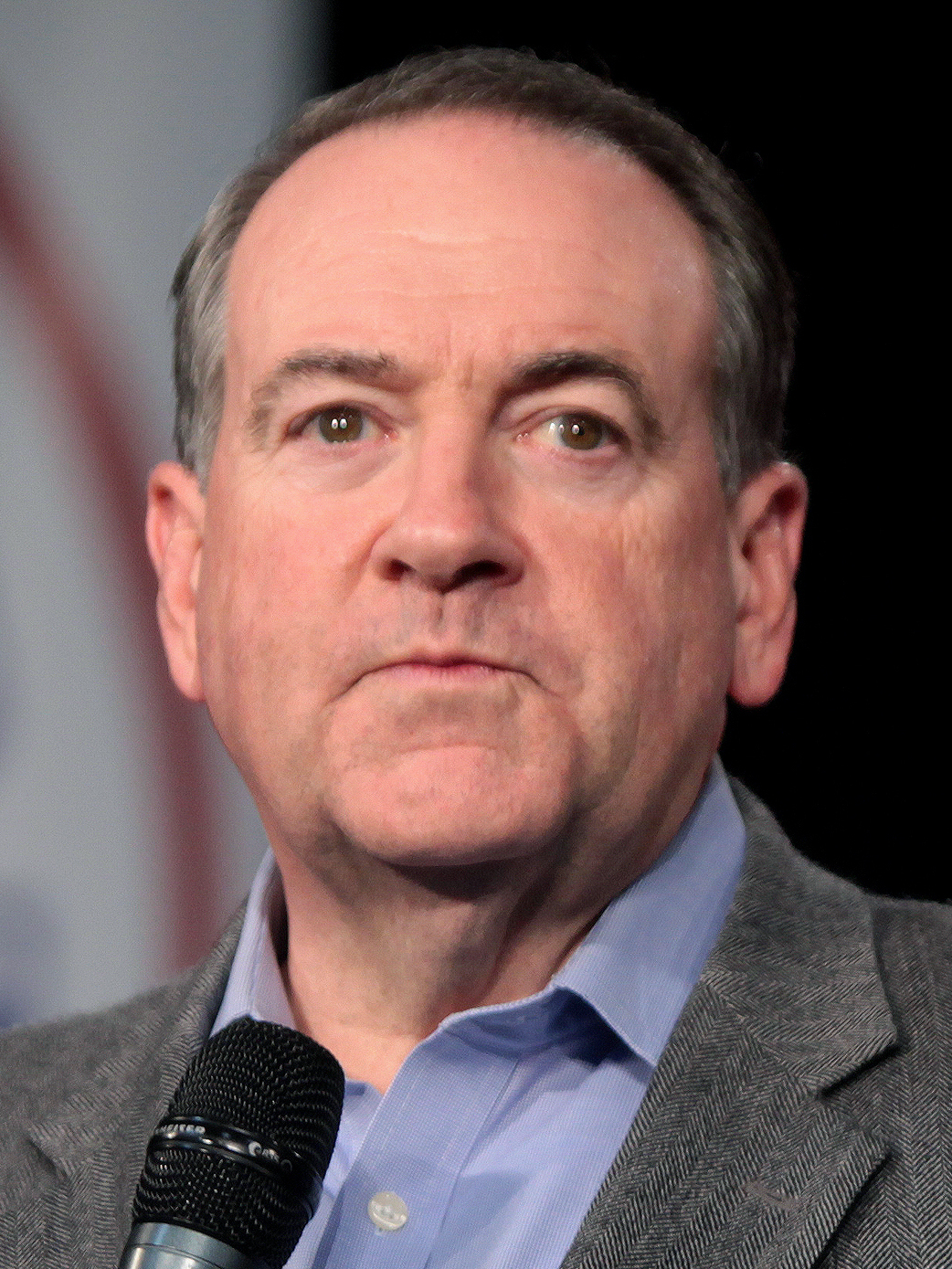
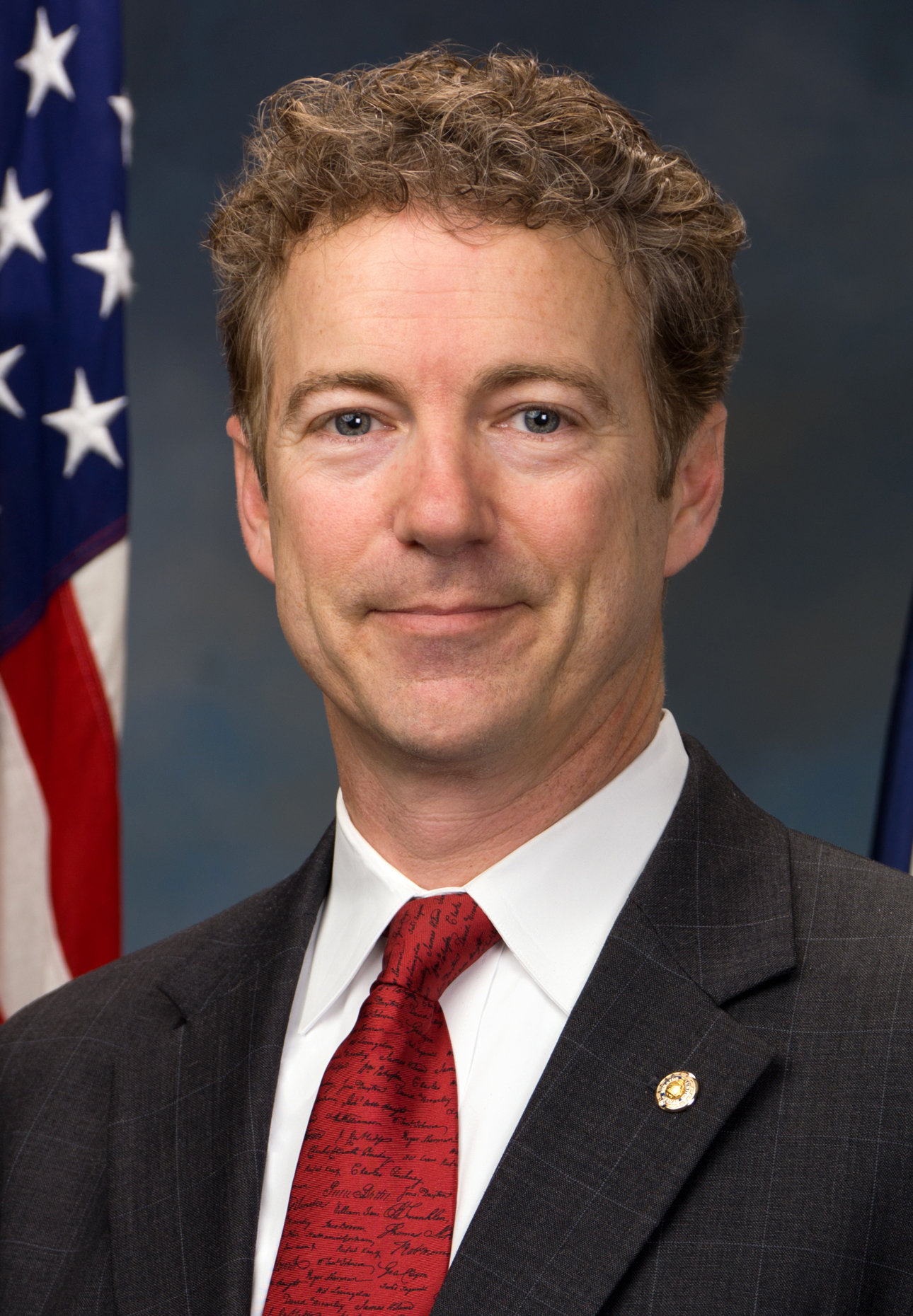
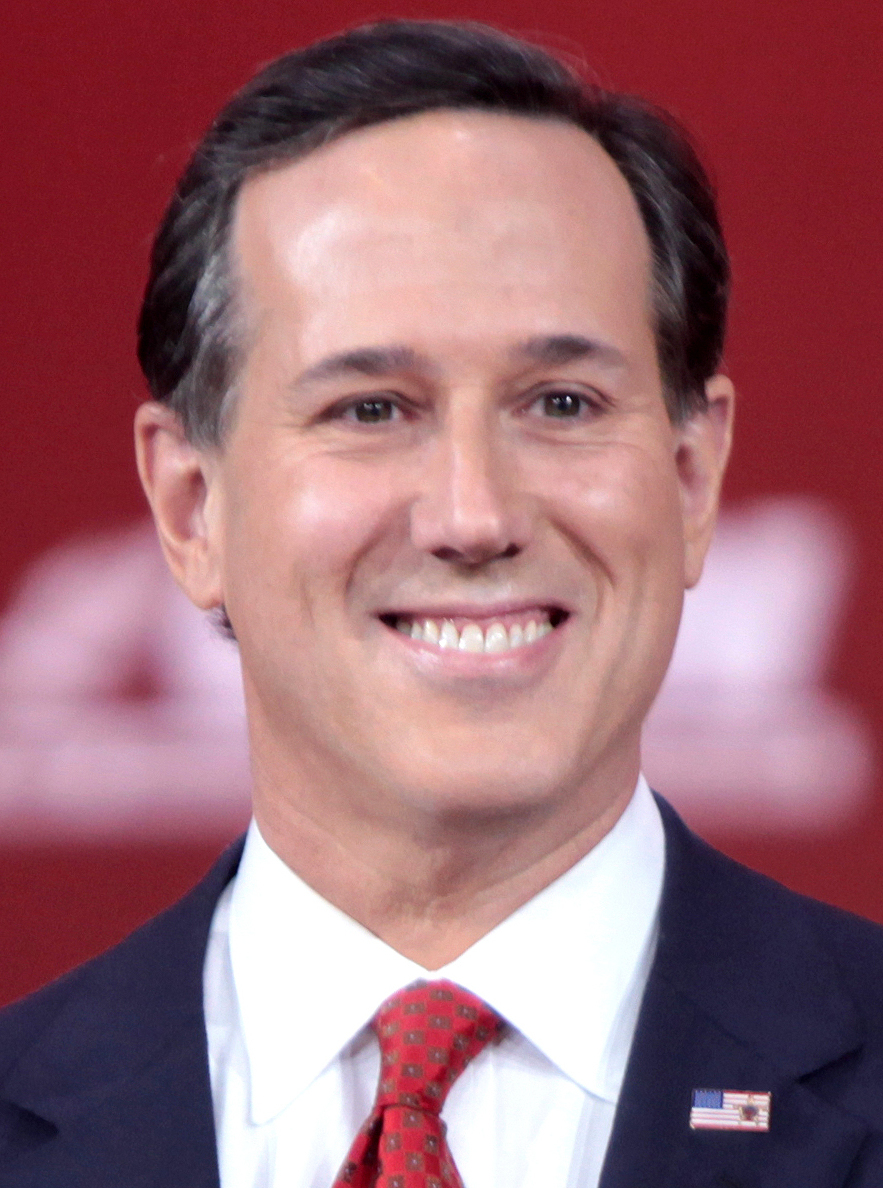

- فرماندار سابق
مایک هاکبی
از آرکانزاس
- سناتور ایالات متحده
رند پال
از کنتاکی
- سناتور سابق ایالات متحده
ریک سنتوروم
از پنسیلوانیا

- سناتور
مارکو روبیو
از فلوریدا
- جراح
بن کارسون
از مریلند
(از دونالد ترامپ حمایت کرد)
- فرماندار سابق
جب بوش
از فلوریدا
- فرماندار سابق
جیم گلیمور
از ویرجیانا
- کار افرین
کارلی فیورینا
از ویرجینیا
(Endorsed Ted Cruz)
- فرماندار پیشین
کریس کریستی
از نیو جرسی
(از دونالد ترامپ حمایت کرد)
- Former Governor
George Pataki
of ایالت نیویورک
(Endorsed Marco Rubio)
- U.S. Senator
لیندسی گراهام
from کارولینای جنوبی
(Endorsed Jeb Bush)
- Former Governor
بابی جیندال
of لوئیزیانا
(Endorsed Marco Rubio)
- Governor
اسکات واکر
of ویسکانسین
- Former Governor
ریک پری
of تگزاس
(Endorsed Ted Cruz)

## دموکرات

انتخابات مقدماتی دموکرات‌ها: نامزدهای دمکرات بر اساس تعداد و درصد رای مردمی.

انتخابات مقدماتی دموکرات‌ها: نامزدهای دمکرات بر اساس تعداد دلگیت.

هیلاری کلینتون وزیر سابق امور خارجه نخستین دمکراتی بود که برای شرکت در انتخابات ریاست جمهوری اعلام نامزدی کرد. برنی سندرز سناتور ورمانت و مارتین اومالی فرماندار سابق مریلند او را برای کسب نامزدی به چالش کشیدند. نهایتاً برنی سندرز پس از نرسیدن به مقدار دلگیت مورد نیاز، به نفع کلینتون کناره‌گیری کرد.

### نامزد
| گزینه حزب دموکرات، ۲۰۱۶                                                      |                                     |
| هیلاری کلینتون                                                               | تیم کین                             |
| برای رئیس‌جمهور                                                               | برای معاون رئیس‌جمهور                |
|                                                                              |                                     |
| ۶۷امین وزیر امور خارجه آمریکا (۲۰۰۹–۲۰۱۳) بانوی اول ایالات متحده (۱۹۹۳–۲۰۰۱) | سناتور ایالت ویرجینیا (۲۰۱۳–تاکنون) |
| کمپین ریاست جمهوری هیلاری کلینتون، ۲۰۱۶                                      |                                     |
|                                                                              |                                     |
| [ ۴۱ ] [ ۴۲ ] [ ۴۳ ]                                                         |                                     |

### کنار کشیده‌ها

نامزدهای دمکرات براساس تعداد دلگیت‌ها: کلینتون با ۲٬۸۴۲ (در مجموع: دلگیت + سوپردلگیت) دلگیت جدی‌ترین رقیبش برنی سندرز (با درمجموع ۱۸۶۵ دلگیت) را شکست داد و به عنوان نامزد دموکرات‌ها برگزیده شد.

- برنی سندرز، سناتور مستقل ایالات متحده از ورمانت از ۲۰۰۷; نماینده مستقل مجلس ایالات متحده ۱۹۹۱–۲۰۰۷[۴۴][۴۵][۴۶]
- لینکلن چفی، کنشگر سیاسی مستقل فرماندار مستقل رود آیلند، ۲۰۱۱–۲۰۱۵; سناتورجمهوری‌خواهایالات متحده از رود آیلند ۱۹۹۹–۲۰۰۷;[۴۷][۴۸]
- جیم وب، سناتور ایالات متحده از ویرجینیا ۲۰۰۷–۲۰۱۳; وزیر نیروی دریایی آمریکا ۱۹۸۷–۱۹۸۸;[۴۹][۵۰][۵۱]
- لارنس لسیگ، استاد مدرسه حقوق هاروارد
- مارتین اومالی، فرماندار مریلند ۲۰۰۷–۲۰۱۵; شهردار بالتیمور ۱۹۹۹–۲۰۰۷;[۵۱][۵۲][۵۳]

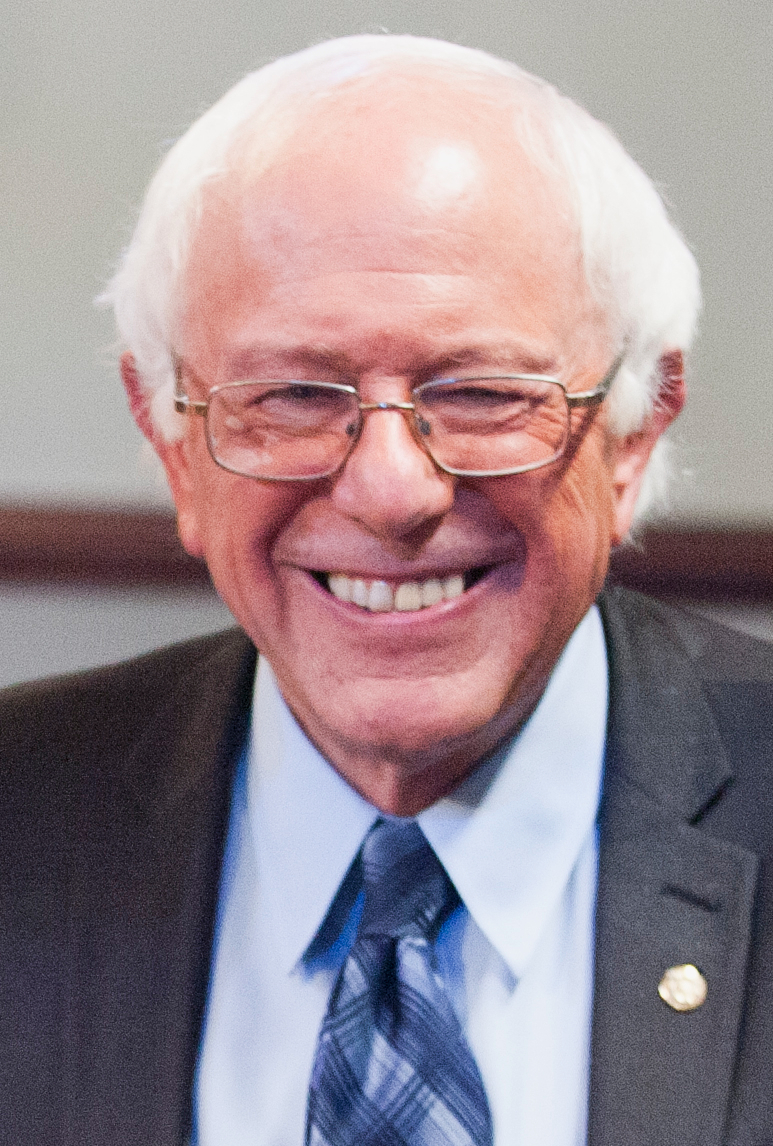
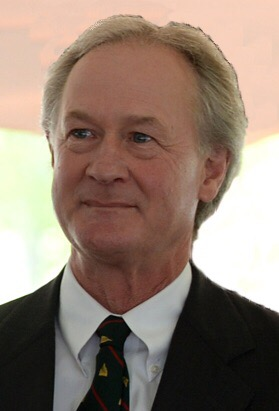
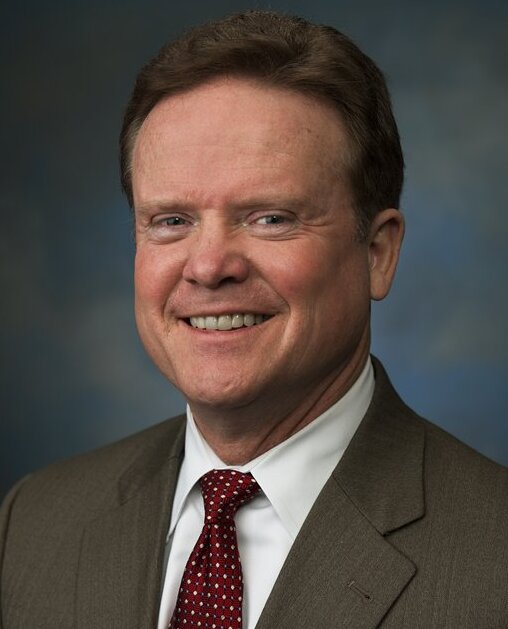
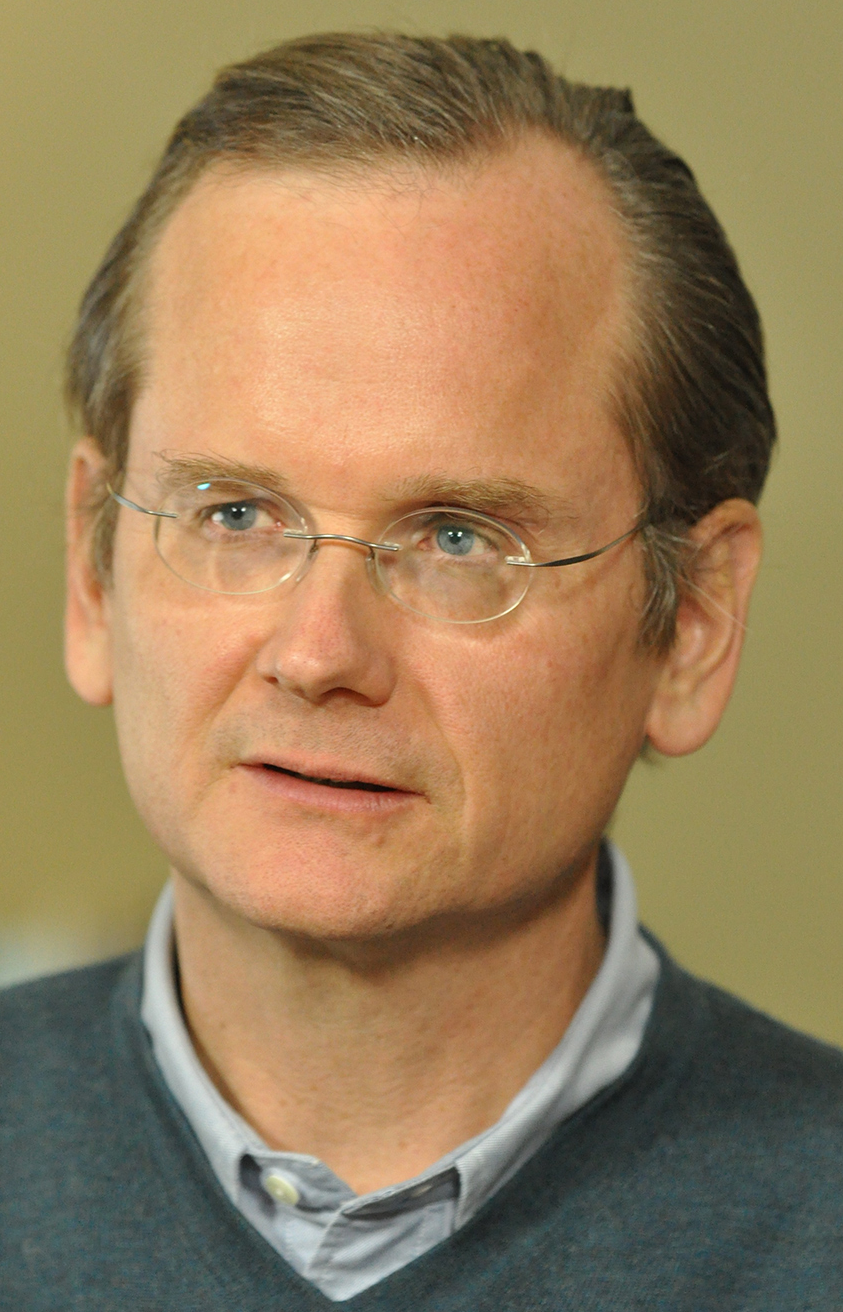
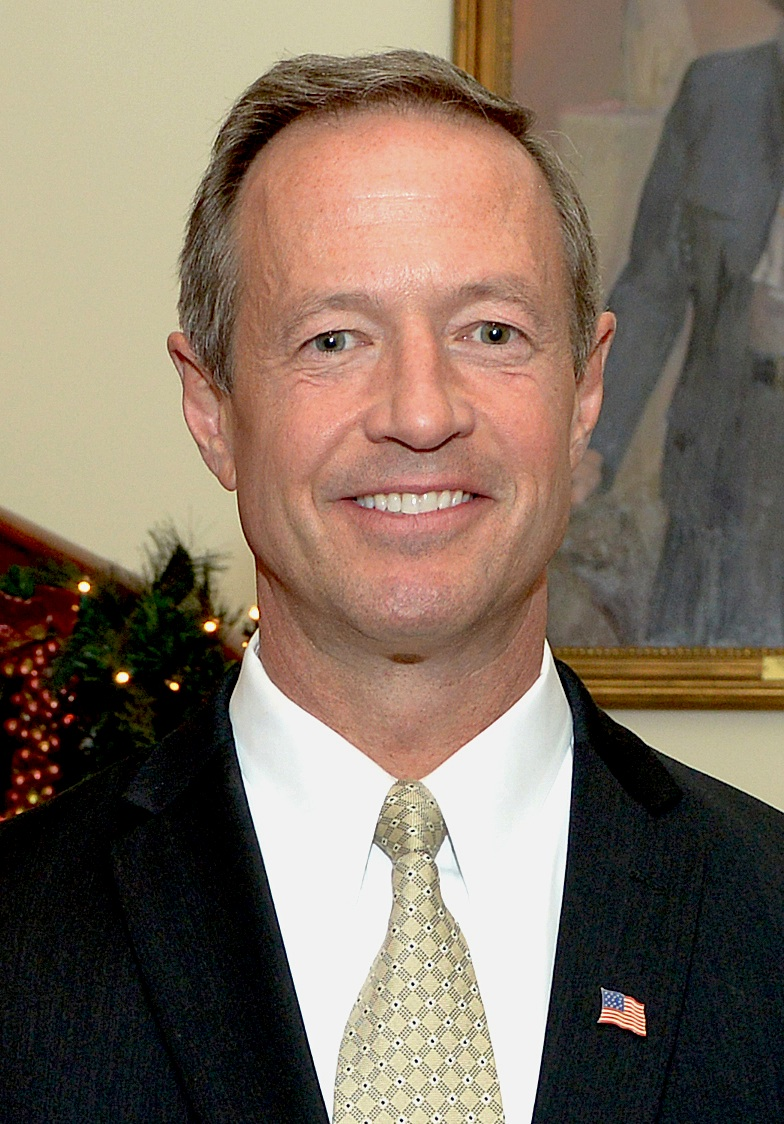

- سناتور
برنی سندرز
از ورمانت
- سناتور سابق
لینکلن شیفی
از رود آیلند
- سناتور سابق
جیم وب
از ویرجینیا
- فعال سیاسی
لارنس لسیگ
از داکوتای جنوبی
- فرماندار
مارتین اومالی
از مریلند

## احزاب سوم اصلی

### حزب سبز
| گزینه انتخاباتی حزب سبز، ۲۰۱۶ |                           |
| جیل استاین                    | آجامو باراکا              |
| برای رئیس‌جمهور                | برای معاون رئیس‌جمهور      |
|                               |                           |
| پزشک از لکسینگتون، ماساچوست   | کنشگر از واشینگتن، دی.سی. |
| کمپین                         |                           |
|                               |                           |
| [ ۵۴ ] [ ۵۵ ]                 |                           |

### حزب لیبرترین
در ۲۹ مه ۲۰۱۶ جانسن در رای‌گیری دوم در مجمع ملی لیبرترین با ۵۵٫۸ درصد رای نمایندگان نامزدی را برنده شد. مجمع بیل ولد فرماندار سابق جمهوریخواه ماساچوست را به عنوان نامزد معاونت او برگزید.

#### نامزد
| گزینه حزب لیبرترین، ۲۰۱۶             |                                     |
| گری جانسن                            | بیل ولد                             |
| برای رئیس‌جمهور                       | برای معاون رئیس‌جمهور                |
|                                      |                                     |
| ۲۹مین فرماندار نیومکزیکو (۱۹۹۵–۲۰۰۳) | ۶۸مین فرماندار ماساچوست (۱۹۹۱–۱۹۹۷) |
| کمپین                                |                                     |
|                                      |                                     |
| [ ۵۷ ] [ ۵۸ ]                        |                                     |

#### انصراف دهندگان
- رابرت دیوید استیل، نویسنده و فعال.[۵۹][۶۰][۶۱]
- جان مک‌آفی، بیزنس من و دانشمند رایانه از تنسی
- آستین پیترسن، مؤسس سایت لیبرترین ریپابلیک

### دیگر احزاب سوم و مستقل‌ها

#### مستقل
- تری جونز، کشیش مرکز توسعه جهانی داو
- روزان بار، کمدین
- زولتان ایشتوان
- ران وایت
- دن بیلزریان

## مناظره‌ها
کمیسیون دوحزبی مناظره‌های ریاست جمهوری در نظر داشت چهار مناظره برای انتخابات ریاست‌جمهوری ۲۰۱۶ برگزار کند، که در جاهای مختلفی در ایالات متحده آمریکا در سپتامبر و اکتبر ۲۰۱۶ پراکنده شده‌اند – سه تا از آن‌ها با حضور نامزدهای ریاست جمهوری و یکی با حضور نامزدهای معاونت ریاست جمهوری برگزار شد. نخستین مناظره در ۲۶ سپتامبر بود.

## ایالات رقابتی
به جز در مین و نبراسکا، برندهٔ آرای مردمی تمام آرای مجمع گزینندگان ایالت را می‌برد (گرچه مجالس ایالت‌ها قانوناً می‌توانند نحوهٔ تخصیص آرا را عوض کنند). در انتخابات‌های ریاست جمهوری اخیر کمپین‌ها منابع خود را عموماً بر تعداد اندکی از ایالت‌های رقابتی متمرکز کرده‌اند. ایالت‌های احتمالی صحنهٔ رقابت عبارتند از نوادا، کلرادو، آیووا، ویسکانسین، میشیگان، اوهایو، پنسیلوانیا، نیوهمپشایر، ویرجینیا، کارولینای شمالی، و فلوریدا. دموکرات‌ها نیز هدف قرار دادن آریزونا، جورجیا، و تگزاس را مورد بررسی قرار داده‌اند. در این حال، جمهوریخواهان ممکن است مینه‌سوتا و نیو جرسی را نیز هدف قرار بدهند.

نتایج بر حسب ایالت، بر حسب درصد پیروزی پررنگ شده
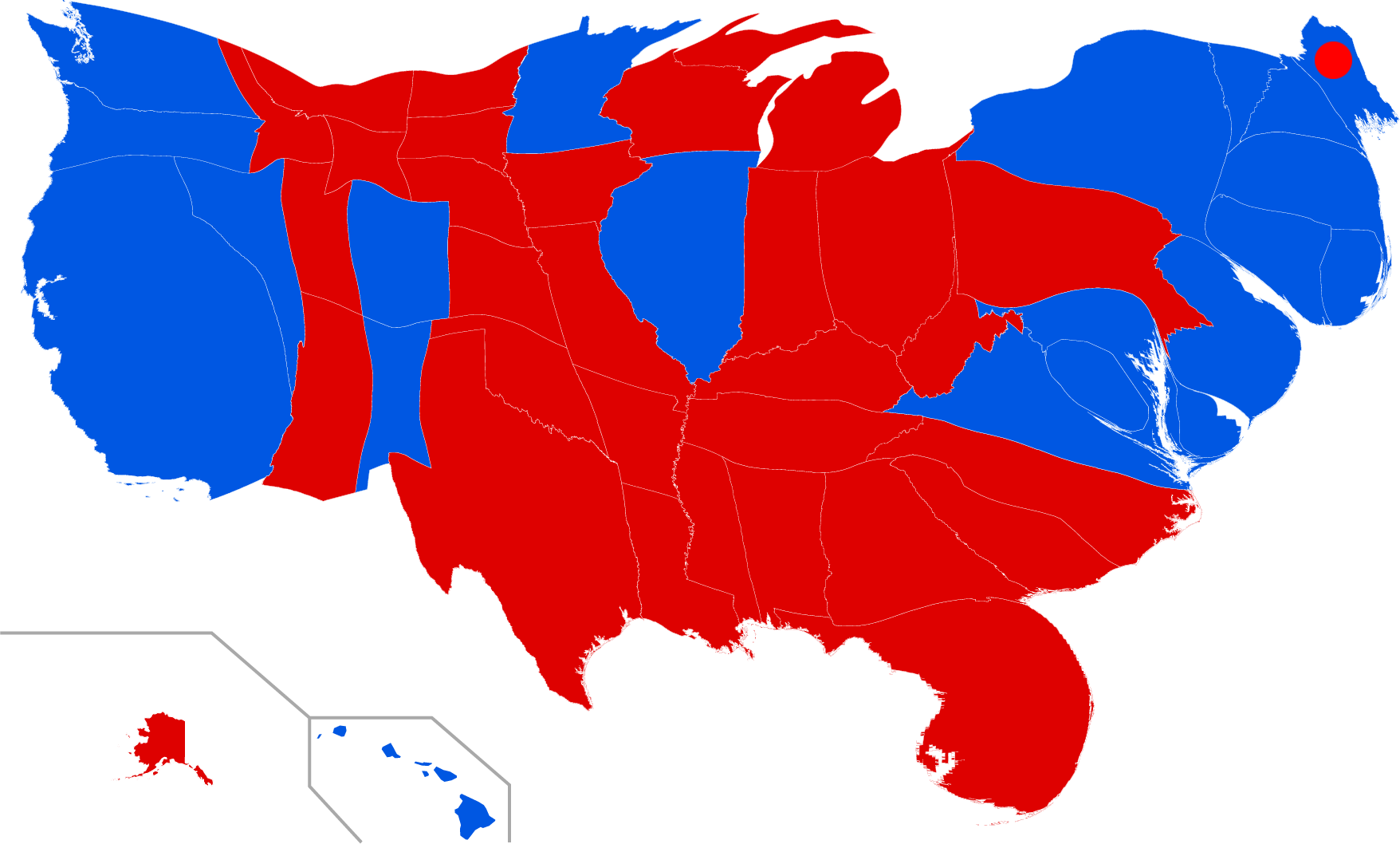
کارتوگرام
نتایج براساس شهرستان. قرمز برای ترامپ، آبی برای کلینتون
نتایج بر اساس آرای مردمی در هر ایالت. نمودار دایره‌ای هر ایالت متناسب با تعداد رای الکترال آن ایالت می‌باشد.
نتایج بر حسب شهرستان، بر حسب درصد پیروزی پررنگ شده
نتایج برحسب حوزه‌های انتخابیه کنگره
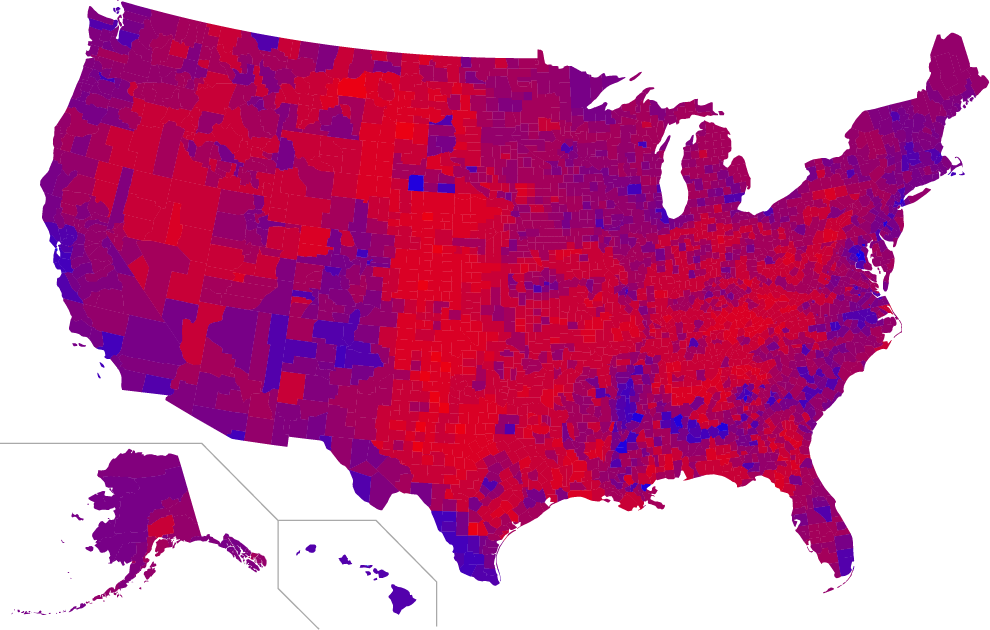
نتایج بر حسب شهرستان، بر حسب درصد پیروزی پررنگ شده(گرایش از قرمز به بنفش به آبی و بالعکس)
نتایج بر حسب شهرستان، بر حسب درصد پیروزی ترامپ
نتایج بر حسب شهرستان، بر حسب درصد پیروزی کلینتون
رای کارتوگرام

## نتایج
| نامزد انتخاباتی      | حزب              | ایالت         | آرای مردمی  | آرای مردمی | رای الکترال | جفت انتخاباتی | ایالت جفت انتخاباتی | رای الکترال جفت انتخاباتی |
| نامزد انتخاباتی      | حزب              | ایالت         | شمار        | درصد       | رای الکترال | جفت انتخاباتی | ایالت جفت انتخاباتی | رای الکترال جفت انتخاباتی |
| -------------------- | ---------------- | ------------- | ----------- | ---------- | ----------- | ------------- | ------------------- | ------------------------- |
| دونالد ترامپ         | حزب جمهوری‌خواه   | ایالت نیویورک | ۵۹٬۴۷۹٬۲۷۸  | ۴۷٫۵       | ۳۰۶         | مایک پنس      | ایندیانا            | ۳۰۶                       |
| هیلاری کلینتون       | دمکرات           | ایالت نیویورک | ۵۹٬۶۸۰٬۰۳۵  | ۴۷٫۷       | ۲۳۲         | تیم کین       | ویرجینیا            | ۲۳۲                       |
| گری جانسن            | حزب لیبرترین     | نیومکزیکو     | ۴٬۰۵۸٬۵۰۰   | ۳٫۲        | ۰           | ویلیام ولد    | ماساچوست            | ۰                         |
| جیل استاین           | سبز              | ماساچوست      | ۱٬۲۱۳٬۱۰۳   | ۰٫۹        | ۰           | آجامو باراکا  | ایلینوی             | ۰                         |
| اون مک‌مولین          | فعال سیاسی مستقل | یوتا          |             |            | ۰           | Mindy Finn    | واشینگتن، دی.سی.    | ۰                         |
| درل کسل              | قانون اساسی      | تنسی          |             |            | ۰           | اسکات بردلی   | یوتا                | ۰                         |
| مجموع                | مجموع            | مجموع         | 128,800,000 | ۱۰۰٪       |             |               |                     |                           |
| موردنیاز برای پیروزی |                  |               |             |            |             |               |                     |                           |

| رای مجمع گزینندگان تعهد شده | رای مجمع گزینندگان تعهد شده | رای مجمع گزینندگان تعهد شده | رای مجمع گزینندگان تعهد شده | رای مجمع گزینندگان تعهد شده |
| --------------------------- | --------------------------- | --------------------------- | --------------------------- | --------------------------- |
|                             |                             |                             |                             |                             |
| کلینتون                     | کلینتون                     |                             | ۴۳٫۱۲٪                      | ۴۳٫۱۲٪                      |
| ترامپ                       | ترامپ                       |                             | ۵۶٫۸۸٪                      | ۵۶٫۸۸٪                      |

| رای گزینندگان-رئیس‌جمهور | رای گزینندگان-رئیس‌جمهور | رای گزینندگان-رئیس‌جمهور | رای گزینندگان-رئیس‌جمهور | رای گزینندگان-رئیس‌جمهور |
| ----------------------- | ----------------------- | ----------------------- | ----------------------- | ----------------------- |
|                         |                         |                         |                         |                         |
| ترامپ                   | ترامپ                   |                         | ۵۶٫۵۱٪                  | ۵۶٫۵۱٪                  |
| کلینتون                 | کلینتون                 |                         | ۴۲٫۳۸٪                  | ۴۲٫۳۸٪                  |
| پاول                    | پاول                    |                         | ۰٫۵۶٪                   | ۰٫۵۶٪                   |
| کیسیک                   | کیسیک                   |                         | ۰٫۱۹٪                   | ۰٫۱۹٪                   |
| پال                     | پال                     |                         | ۰٫۱۹٪                   | ۰٫۱۹٪                   |
| سندرز                   | سندرز                   |                         | ۰٫۱۹٪                   | ۰٫۱۹٪                   |
| سپاتد ایگل              | سپاتد ایگل              |                         | ۰٫۱۹٪                   | ۰٫۱۹٪                   |

## جمعیت‌شناسی رأی‌دهندگان
| مجموع آرا                                 | ۴۷٫۷ | ۴۷٫۵ | ۴٫۸ | ۱۰۰ |
| ایدئولوژی                                 |      |      |     |     |
| لیبرال                                    | ۸۴   | ۱۰   | ۶   | ۲۶  |
| میانه‌رو                                   | ۵۲   | ۴۱   | ۷   | ۳۹  |
| محافظه‌کار                                 | ۱۵   | ۸۱   | ۴   | ۳۵  |
| حزب                                       |      |      |     |     |
| دموکرات                                   | ۸۹   | ۹    | ۲   | ۳۷  |
| جمهوری‌خواه                                | ۷    | ۹۰   | ۳   | ۳۳  |
| مستقل                                     | ۴۲   | ۴۸   | ۱۰  | ۳۱  |
| جنسیت                                     |      |      |     |     |
| مردان                                     | ۴۱   | ۵۳   | ۶   | ۴۸  |
| زنان                                      | ۵۴   | ۴۲   | ۴   | ۵۲  |
| جنسیت بر پایهٔ وضعیت تأهل                  |      |      |     |     |
| مردان متأهل                               | ۳۷   | ۵۸   | ۵   | ۲۹  |
| زنان متأهل                                | ۴۹   | ۴۷   | ۴   | ۳۰  |
| مردان مجرد                                | ۴۶   | ۴۵   | ۹   | ۱۹  |
| زنان مجرد                                 | ۶۲   | ۳۳   | ۵   | ۲۳  |
| نژاد/قومیت                                |      |      |     |     |
| سفیدپوست                                  | ۳۷   | ۵۸   | ۵   | ۷۰  |
| سیاه‌پوست                                  | ۸۸   | ۸    | ۴   | ۱۲  |
| آسیایی                                    | ۶۵   | ۲۹   | ۶   | ۴   |
| دیگران                                    | ۵۶   | ۳۷   | ۷   | ۳   |
| هیسپانیک                                  | ۶۵   | ۲۹   | ۶   | ۱۱  |
| دین                                       |      |      |     |     |
| پروتستان                                  | ۳۷   | ۶۰   | ۳   | ۲۷  |
| کاتولیک                                   | ۴۵   | ۵۲   | ۳   | ۲۳  |
| دیگر فرق مسیحی                            | ۴۳   | ۵۵   | ۲   | ۲۴  |
| مورمون                                    | ۲۵   | ۶۱   | ۱۴  | ۱   |
| یهودی                                     | ۷۱   | ۲۴   | ۵   | ۳   |
| دیگر ادیان                                | ۵۸   | ۳۳   | ۹   | ۷   |
| بی‌دین                                     | ۶۸   | ۲۶   | ۶   | ۱۵  |
| حضور در مراسم دینی                        |      |      |     |     |
| هر هفته یا بیشتر                          | ۴۰   | ۵۶   | ۴   | ۳۳  |
| هر ماه                                    | ۴۶   | ۴۹   | ۵   | ۱۶  |
| چند بار در سال                            | ۴۸   | ۴۷   | ۵   | ۲۹  |
| اصلاً                                      | ۶۲   | ۳۱   | ۷   | ۲۲  |
| مسیحی انجیلی یا دوباره متولدشدهٔ سفیدپوست؟ |      |      |     |     |
| راست مسیحی                                | ۱۶   | ۸۱   | ۳   | ۲۶  |
| دیگران                                    | ۵۹   | ۳۵   | ۶   | ۷۴  |
| سن                                        |      |      |     |     |
| ۱۸–۲۴ ساله                                | ۵۶   | ۳۵   | ۹   | ۱۰  |
| ۲۵–۲۹ ساله                                | ۵۳   | ۳۹   | ۸   | ۹   |
| ۳۰–۳۹ ساله                                | ۵۱   | ۴۰   | ۹   | ۱۷  |
| ۴۰–۴۹ ساله                                | ۴۶   | ۵۰   | ۴   | ۱۹  |
| ۵۰–۶۴ ساله                                | ۴۴   | ۵۳   | ۳   | ۳۰  |
| ۶۵ ساله                                   | ۴۵   | ۵۳   | ۲   | ۱۵  |
| گرایش جنسی                                |      |      |     |     |
| دگرباش                                    | ۷۸   | ۱۴   | ۸   | ۵   |
| دگرجنس‌گرا                                 | ۴۷   | ۴۸   | ۵   | ۹۵  |
| رأی‌اولی؟                                  |      |      |     |     |
| رأی‌اولی                                   | ۵۶   | ۴۰   | ۴   | ۱۰  |
| سایران                                    | ۴۷   | ۴۷   | ۶   | ۹۰  |
| تحصیلات                                   |      |      |     |     |
| دبیرستان یا کمتر                          | ۴۵   | ۵۱   | ۴   | ۱۸  |
| قدری حضور در دانشگاه                      | ۴۳   | ۵۲   | ۵   | ۳۲  |
| دانش‌آموختهٔ دانشگاه                        | ۴۹   | ۴۵   | ۶   | ۳۲  |
| تحصیلات تکمیلی                            | ۵۸   | ۳۷   | ۵   | ۱۸  |
| درآمد خانواده                             |      |      |     |     |
| کمتر از ۳۰٬۰۰۰ دلار                       | ۵۳   | ۴۱   | ۶   | ۱۷  |
| ۳۰٬۰۰۰–۴۹٬۹۹۹ دلار                        | ۵۱   | ۴۲   | ۷   | ۱۹  |
| ۵۰٬۰۰۰–۹۹٬۹۹۹ دلار                        | ۴۶   | ۵۰   | ۴   | ۳۱  |
| ۱۰۰٬۰۰۰–۱۹۹٬۹۹۹ دلار                      | ۴۷   | ۴۸   | ۵   | ۲۴  |
| ۲۰۰٬۰۰۰–۲۴۹٬۹۹۹ دلار                      | ۴۸   | ۴۹   | ۳   | ۴   |
| بیشتر از ۲۵۰٬۰۰۰ دلار                     | ۴۶   | ۴۸   | ۶   | ۶   |
| موضوع‌های مهم                              |      |      |     |     |
| سیاست خارجی                               | ۶۰   | ۳۴   | ۶   | ۱۳  |
| مهاجرت                                    | ۳۲   | ۶۴   | ۴   | ۱۳  |
| اقتصاد                                    | ۵۲   | ۴۲   | ۶   | ۵۲  |
| تروریسم                                   | ۳۹   | ۵۷   | ۴   | ۱۸  |
| اندازهٔ اجتماع                             |      |      |     |     |
| شهرها (جمعیت بالای ۵۰٬۰۰۰)                | ۵۹   | ۳۵   | ۶   | ۳۴  |
| حومه                                      | ۴۵   | ۵۰   | ۵   | ۴۹  |
| روستاها                                   | ۳۴   | ۶۲   | ۴   | ۱۷  |

منبع: داده‌های ادیسون ریسرچ، کنسرسیومی متشکل از ای‌بی‌سی نیوز، آسوشیتد پرس، سی‌بی‌اس نیوز، سی‌ان‌ان، فاکس نیوز، و ان‌بی‌سی نیوز، بر مبنای نظرسنجی حضوری از ۲۴٬۵۳۷ رأی‌دهنده در ۳۵۰ حوزهٔ رأی‌گیری در سرتاسر ایالات متحدهٔ آمریکا به علاوهٔ ۴٬۳۹۸ مصاحبهٔ تلفنی با رأی‌دهندگان پیش‌از موعد و غایب.

## ملاحظات
1. ↑  در نتایج نهایی ایالات، ترامپ ۳۰۶ و کلینتون ۲۳۲ الکتور مقید به دست آوردند. آنان به ترتیب ۲ و ۵ رأی را به گزیننده بی‌اعتقاد باختند. پنس و کین به ترتیب یک و پنج رأی از دست دادند.